# Lista târgurilor din Chile
Acest articl conține o listă a târgurilor (orașe-târguri) sau orășele din Chile.
Institutul Național de Statistici din Chile (INE) definește un târg drept o entitate urbană ce are între 2.001 și 5.000 locuitori, sau între 1.001 și 2.000 de locuitori dacă cel puțin 50% din populația sa este economic activă în sectoarele secundare și terțiare ale economiei. Această listă este bazată pe un raport din iunie 2005 al INE, în baza recensământului din 2002, care a înregisterat 274 de târguri (orașe-târguri) sau orășele în toată țara, totuși doar 269 sunt reprezentate aici. Mai concret există unele discrepanțe în Regiunea Valparaíso (în raport sunt indicate 31 / la numărătoarea manuală sunt doar 28), Regiunea O'Higgins (raport: 39 / calcule manuale: 38) și Regiunile Los Ríos și Los Lagos Region combinate (raport: 31 / calcule manuale: 30).)

## Lista târgurilor și orășelelor după regiune (269)

### Regiunea Arica y Parinacota(1)
- Putre

### Regiunea Tarapacá(3)
- Pica
- Collahuasi
- La Tirana

### Regiunea Antofagasta(4)
- Cerro Moreno
- Juan López
- Hornitos
- San Pedro de Atacama

### Regiunea Atacama(7)
- Bahía Inglesa
- Loreto
- Puerto Viejo
- El Salado
- Flamenco
- Portal del Inca
- Freirina

### Regiunea Coquimbo(14)
- Las Tacas
- Tongoy
- Guanaqueros
- Puerto Velero
- La Higuera
- Canela Baja
- Pichidangui
- Quilimarí Alto
- Chillepín
- Guamalata
- La Chimba
- Sotaquí
- Chañaral Alto
- Punitaqui

### Regiunea Valparaíso(28)
- Laguna Verde
- Quintay
- San Juan Bautista
- Maitencillo
- Puchuncaví
- Hanga Roa
- San Rafael
- Placilla de Peñuelas
- Valle Hermoso
- Los Quinquelles
- Pichicuy
- Los Molles
- Artificio
- Papudo
- Pullalli
- Chincolco
- Petorca
- Zapallar
- La Laguna de Zapallar
- Catapilco
- San Pedro
- Las Dichas
- El Yeco
- El Quisco
- El Totoral
- El Tabo
- Isla Negra
- Las Cruces
- Mirasol
- Las Brisas
- Algarrobal-Punta El Olivo
- Curimón
- Panquehue
- El Llano

### Regiunea Libertador General Bernardo O'Higgins(38)
- La Compañía
- Coinco
- Coltauco
- Loreto-Molino
- Parral de Purén
- El Manzano
- Sewell
- Coya
- Pelequén
- Malloa
- Angostura
- La Punta
- Olivar Alto
- Pichidegua
- Rosario
- Esmeralda
- Los Lirios
- El Tambo
- Rastrojos
- Cáhuil
- La Estrella
- Costa de Sol
- Litueche
- Marchihue
- La Boca
- La Vega de Pupuya
- Paredones
- Bucalemu
- Chépica
- Angostura
- Auquinco
- Tinguiririca
- San Enrique de Romeral
- Lolol
- Cunaco
- Peralillo
- Población
- Placilla

### Regiunea Maule(35)
- Panguilemo
- Huilquilemu
- Santa Olga
- Los Pellines
- Curepto
- Empedrado
- Maule
- Chacarillas
- Pelarco
- Pencahue
- Cumpeo
- San Rafael
- Chanco
- Pelluhue
- Quilicura
- Sarmiento
- Villa Los Niches
- San Alberto
- Licantén
- Iloca
- Itahue Uno
- Rauco
- Romeral
- Sagrada Familia
- Villa Prat
- Vichuquén
- Llico
- Vara Gruesa
- Las Obras
- Colbún
- Panimávida
- Retiro
- Copihue
- Bobadilla
- Yerbas Buenas

### Regiunea Biobío(46)
- Florida
- Talcamávida
- Caleta Tumbes
- Dichato
- Rafael
- Santa Rosa
- Laraquete
- Carampangue
- Contulmo
- Antiguala
- Tirúa
- San Carlos de Purén
- Millantú
- Santa Fe
- Villa Génesis
- Antuco
- Negrete
- Coihue
- Quilaco
- Quilleco
- Las Canteras
- Villa Mercedes
- Tucapel
- Estación Yumbel
- Ralco
- Quinchamalí
- Santa Clara
- Cobquecura
- El Carmen
- Ninhue
- San Gregorio de Ñiquén
- Pemuco
- Pinto
- Recinto-Los Lleuques
- Portezuelo
- Villa Las Mercedes
- Ñipas
- Villa Illinois
- Cachapoal
- San Fabián de Alico
- San Ignacio
- Pueblo Seco
- San Nicolás
- Puente Ñuble
- Treguaco
- Campanario
- Cañete
- Cayucupil

### Regiunea Araucanía(31)
- Quitratúe
- Trovolhue
- Los Laureles
- Curarrehue
- Quepe
- Galvarino
- Lastarria
- Pillanlelbún
- Huiscapi
- Melipeuco
- Perquenco
- Playa Negra
- Puerto Saavedra
- Barros Arana
- Hualpín
- Nueva Toltén
- Queule
- Vilcún
- Cherquenco
- Cajón
- Lican Ray
- Ñancul
- Cholchol
- Mininco
- Ercilla
- Pailahueque
- Lonquimay
- Los Sauces
- Lumaco
- Capitán Pastene
- Tijeral

### Regiunea Los Ríos(11)
- Niebla
- Corral
- Llifén
- Nontuela
- Lago Ranco
- Malalhue
- Máfil
- Mehuín
- Coñaripe
- Liquiñe
- Neltume

### Regiunea Los Lagos(19)
- Alerce
- Los Pellines
- Maullín
- Carelmapu
- Nueva Braunau
- Chonchi
- Dalcahue
- Queilén
- Quemchi
- Achao
- Puerto Octay
- Las Cascadas
- Corte Alto
- Entre Lagos
- Bahía Mansa-Maicolpue
- San Pablo
- Chaitén
- Futaleufú
- Río Negro
- Villa Santa Lucia

### Regiunea Aysén del General Carlos Ibáñez del Campo(6)
- Mañihuales
- Puerto Chacabuco
- Puerto Cisnes
- Melinka
- Cochrane
- Chile Chico
- Puyuhuapi
- La Junta
- Raul Marin Balmaceda

### Regiunea Magallanes y de la Antártica Chilena(2)
- Puerto Williams
- Porvenir

### Regiunea Metropolitana de Santiago(24)
- Lo Barnechea
- La Ermita
- Corral Quemado
- El Colorado
- La Parva
- El Maitén
- El Principal
- San Alfonso
- El Ingenio
- Santa Marta de Liray
- Chicureo
- Las Canteras
- Estación Colina
- Santa Sara
- Huertos Familiares
- Lo Herrera
- El Rulo
- Valdivia de Paine
- Viluco
- San Ignacio
- Huelquén
- Pintué-La Guachera
- Champa
- Bollenar
- Pomaire
- Villa Alhué
- María Pinto